# 大短趾百灵

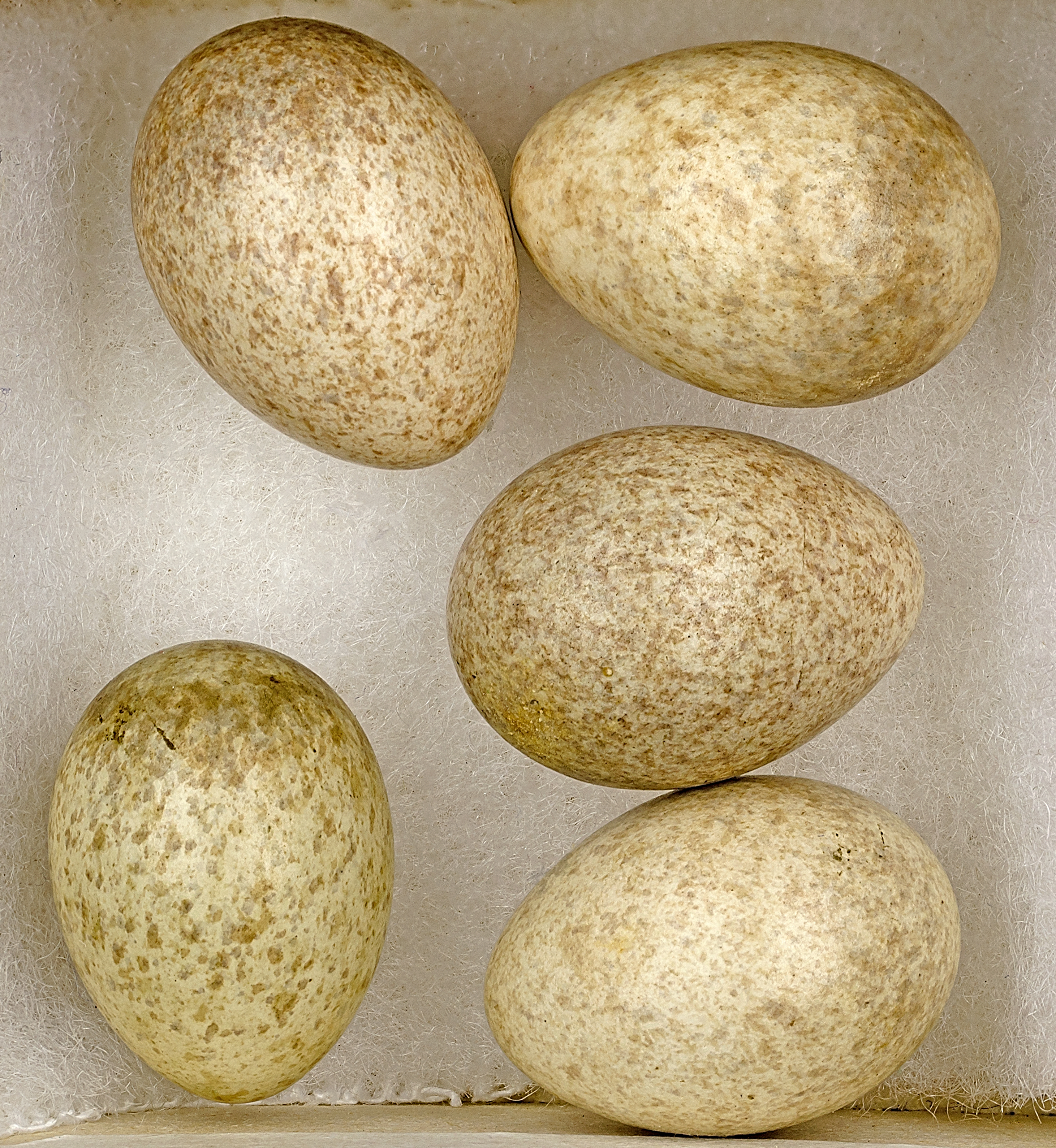
Calandrella brachydactyla

大短趾百灵（学名：Calandrella brachydactyla），是百灵科短趾百灵属的一种，是全面迁徙的候鸟，分布于利比亚、埃塞俄比亚、西班牙、乍得、叙利亚、索马里、卡塔尔、中国大陆、乌兹别克斯坦、斯洛伐克、约旦、瑞典、匈牙利、塞浦路斯、不丹、也门、肯尼亚、亚美尼亚、爱尔兰、科威特、塔吉克斯坦、波兰、巴林、比利时、阿尔及利亚、马耳他、阿尔巴尼亚、朝鲜、日本、以色列、北馬其頓、尼日利亚、斯洛文尼亚、丹麦、喀麦隆、英国、塞舌尔、黑山、乌克兰、尼日尔、俄罗斯、吉布提、土库曼斯坦、冰岛、摩洛哥、尼泊尔、罗马尼亚、希腊、阿富汗、韩国、摩尔多瓦、荷兰、突尼斯、伊拉克、意大利、克罗地亚、埃及、土耳其、保加利亚、挪威、西撒哈拉、毛里塔尼亚、黎巴嫩、法国、阿拉伯联合酋长国、阿塞拜疆、格鲁吉亚、苏丹、阿曼、吉尔吉斯斯坦、哈萨克斯坦、瑞士、布基纳法索、塞尔维亚、波斯尼亚和黑塞哥维那、伊朗、厄立特里亚、塞内加尔、蒙古国、直布罗陀、奥地利、德国、巴基斯坦、孟加拉国、沙特阿拉伯、马里、芬兰、印度、缅甸和葡萄牙。该物种的保护状况被评为无危。
大短趾百灵的平均体重约为21.1克。栖息地包括温带草原、耕地、亚热带或热带的（低地）干燥疏灌丛、地中海型疏灌丛和牧草地。

## 文化
音樂家奧立佛·梅湘創作的鋼琴獨奏曲集《鳥類圖誌》中的第8曲以大短趾百靈為題。